# 빅토리아 산체즈

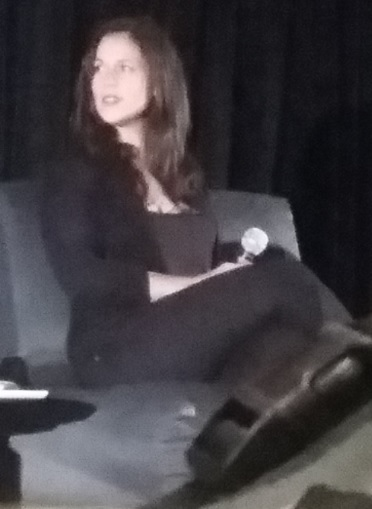

빅토리아 산체즈(Victoria Sanchez, 1976년 1월 24일 ~ )는 캐나다의 배우이다.
카나리아 제도에서 태어났다.

## 영화
- 알곤퀸 (2013년)
- 더 왓치 (2008년)
- 브릴리언트 (2004년)
- 이터널 (2004년) - 이리나 역
- 스위트 크리스마스 (2004년)
- 테일즈 프롬 더 네버엔딩 스토리 (2001년)
- 울프 걸 (2001년)
- 악마와의 계약 (2001년)
- 사탄 스쿨 (2000년)
- 바넘 (1999년)
- 디스 이즈 마이 파더 (1998년)
- 미니언 (1998년)